# Paolo Ciavatta
Paolo Ciavatta (Nereto, Província de Teramo, 6 de novembre de 1984) és un ciclista italià, professional des del 2010.

## Palmarès
- 2008
  - 1r a la Targa Crocifisso
- 2009
  - 1r al Trofeu Alta Valle del Tevere
  - 1r a la Coppa Fiera di Mercatale
  - 1r al Memorial Gerry Gasparotto
  - 1r al Giro del Cigno
  - 1r al Giro del Valdarno